# Robert Napier, 1:e baron Napier av Magdala

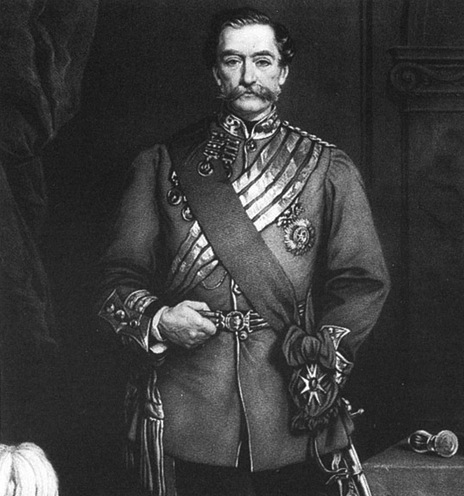
Lord Napier av Magdala.

Robert Cornelius Napier, 1:e baron Napier av Magdala, född 6 december 1810 i Colombo på Ceylon, död 14 januari 1890 i London, var en brittisk arméofficer i Indien, sedermera utnämnd till fältmarskalk. 

## Biografi
Napier blev ingenjörsofficer och under 1840- och 1850-talen genomförde han ett antal vägbyggen såväl i fält som för samfärdseln vilka hade stor betydelse för det brittiska koloniseringen av Indien. Han utmärkte sig i de båda sikhkrigen, främst vid stormningen av Multan 23 januari 1849. Under sepoysupproret spelade han 1857 en viktig roll under de två expeditioner som undsatte de belägrade brittiska trupperna i Lucknow. 
1858 besegrade han den indiske rebelledaren Tatya Topes trupper vilket tvingade Tope att ge upp i januari 1859, varmed upproret i stort upphörde. För detta belönades han med knightvärdighet. År 1860 var han sir James Hope Grants närmaste man i befälet i Andra opiumkriget mot Kina. 1861 utnämndes han till generalmajor och chef för krigsdepartementet i den indiska regeringen, 1865 tog han över överkommandot i Bombay och 1867 blev han utnämnd generallöjtnant. 
År 1868 ledde han en för britterna lyckad stormning mot den etiopiska kejsaren Tewodros II och fick med anledning av detta bland annat pärsvärdighet (1868), med titeln baron Napier of Magdala  tillsammans med en årlig pension på 2000 pound sterling för sig och sin närmaste arvinge. År 1870 blev Napier högste befälhavare över krigsmakten i Indien, var 1876-1883 guvernör på Gibraltar och utnämndes sistnämnda år till fältmarskalk. 
1878 utsågs han till högste befälhavare i det krig, som var nära att utbryta mellan Storbritannien och Ryssland, men som avvärjdes genom förhandlingar, vilket ledde till att de båda länderna deltog i Berlinkongressen. En ryttarstaty över Napier skulpterad av konstnären Joseph Boehm finns i Calcutta och en kopia är placerad på Waterloo Place i London.

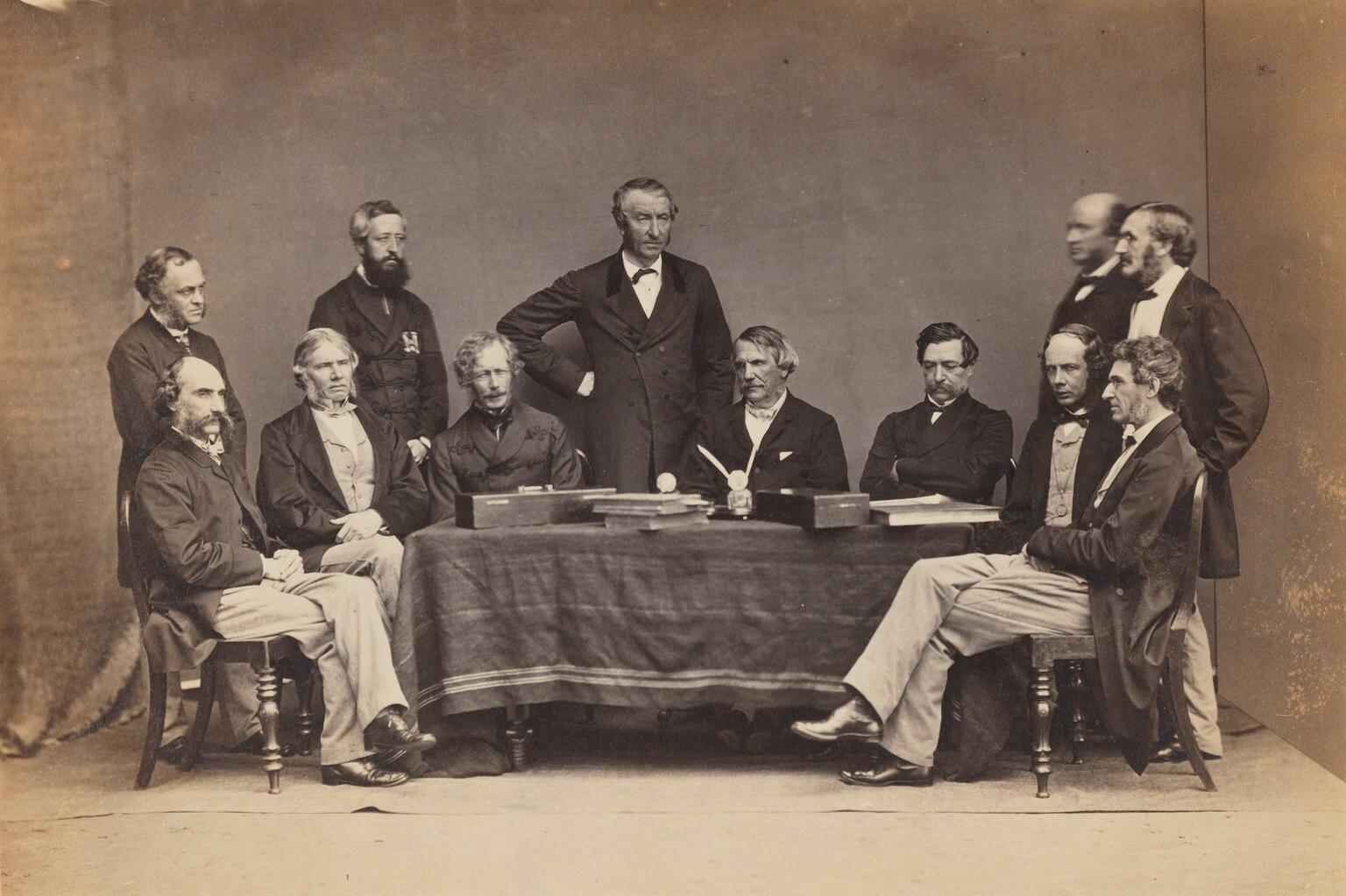
Robert Napier, tredje sittande från höger, tillsammans med John Lawrence, vicekung av Indien och andra medlemmar av rådsförsamlingen. Cirka 1864.
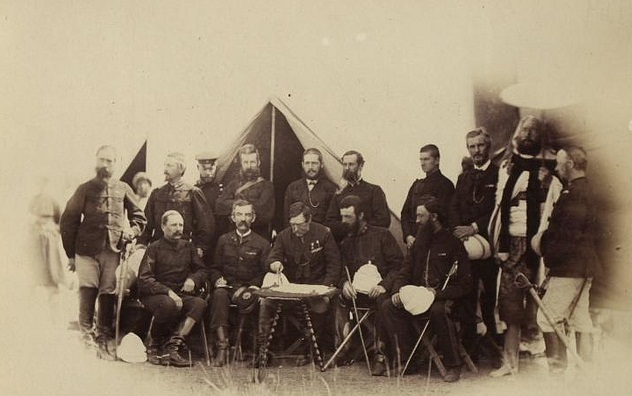
Sir Robert Napier tillsammans med sin stab under den brittiska expeditionen mot Kejsardömet Etiopien 1868.